# Quận Butler, Alabama
Quận Butler là một quận thuộc tiểu bang Alabama, Hoa Kỳ.
Theo điều tra dân số năm 2010, dân số là 20.947 người. Quận lỵ đóng ở Greenville. Tên của nó là để vinh danh Captain William Butler, người sinh ra ở Virginia và đã chiến đấu trong cuộc chiến tranh Creek, và người đã bị giết vào tháng 5 năm 1818.

## Lịch sử
Quận Butler được hình thành từ Quận Conecuh, Alabama, và Quận Monroe, Alabama, thông qua ngày 13 tháng 12 năm 1819 bởi Cơ quan lập pháp trong khi đang họp ở Huntsville. Đây là phiên họp đầu tiên của Lập pháp Alabama là một Tiểu Bang. Tên của Fairfield lần đầu tiên được đề xuất cho quận này, nhưng đã được thay đổi khi chuyển hóa đơn cho Butler, để vinh danh Captain William Butler.
Ngày chính xác của cuộc dàn xếp đầu tiên của người da trắng trong giới hạn của Quận Butler là không chính xác. Một số hồ sơ có nó vào năm 1814, nhưng người định cư sớm nhất không có tranh cãi là James K. Benson, người định cư ở Flat vào năm 1815, và xây dựng ngôi nhà đầu tiên được xây dựng tại Quận Butler. Nó được xây dựng gần nhà thờ Pine Flat Methodist Church, và được làm bằng gỗ tròn. Không lâu sau đó, William Ogly và John Dickerson đi kèm với gia đình của họ và làm cho một khu định cư trên đường liên bang, khoảng 3 dặm (5 km) về phía nam nơi Fort Dale sau này được dựng lên. Vào mùa thu năm 1816, một bữa tiệc từ bang Georgia đã định cư tại Pine Flat, bao gồm Thomas Hill, Warren A. Thompson, Captain John Watts và Benjamin Hill. Năm 1817, nhiều người định cư đã đến, vì công việc khó khăn nhất đã được thực hiện bởi những linh hồn dũng cảm ban đầu.

## Địa lý
Theo Cục điều tra dân số Hoa Kỳ, quận có tổng diện tích 778 dặm vuông (2.020 km2), trong đó 777 dặm vuông (2.010 km2) là đất và 1,1 dặm vuông (2,8 km2) (0,1%) là nước.